# Bagmati (Zone)
Bagmati (Nepali बागमती अञ्चल Bāgmatī añcal) war eine der 14 ehemaligen Verwaltungszonen in Nepal. Sie wurde nach dem Fluss Bagmati benannt. 
Sie lag in der Entwicklungsregion Mitte. In dem Gebiet liegt u. a. auch das Kathmandutal, in dem 2,5 Millionen Menschen leben.
Bagmati war in acht Distrikte untergliedert:
- Bhaktapur (Verwaltungssitz: Bhaktapur)
- Dhading (Dhading Besi)
- Lalitpur (Lalitpur)
- Kathmandu (Kathmandu)
- Kabhrepalanchok (Dhulikhel)
- Nuwakot (Bidur)
- Rasuwa (Dhunche)
- Sindhupalchok (Chautara)

Durch die Verfassung vom 20. September 2015 und die daraus resultierende Neugliederung Nepals in Provinzen wurden die Distrikte dieser Zone der neugeschaffenen Provinz Nr. 3 zugeordnet. Die Provinz Nr. 3 erhielt im Jahr 2020 ebenfalls den Namen Bagmati.